# Leptotaulius gracilis
Leptotaulius gracilis là một loài Trichoptera trong họ Limnephilidae. Chúng phân bố ở miền Cổ bắc.